# Classe Gangut
A Classe Gangut foi uma classe de couraçados operada pela Marinha Imperial Russa e Frota Naval Militar Soviética, composta pelo Gangut, Petropavlovsk, Sebastopol e Poltava. Suas construções começaram em 1909 no Estaleiro do Almirantado e no Estaleiro do Báltico em São Petersburgo, sendo lançados ao mar em 1911 e comissionados na frota russa em 1914 e 1915. A Classe Gangut teve um tumultuado processo de desenvolvimento e projeto que envolveu uma competição internacional e protestos. A versão final usou um projeto russo que incorporou um esquema incomum do arranjo da bateria principal, com quatro torres de artilharia dispostas linearmente pelo comprimento dos navios.
Os quatro couraçados da Classe Gangut eram armados com uma bateria principal composta por doze canhões de 305 milímetros montados em quatro torres de artilharia triplas. Tinham um comprimento de fora a fora de 181 metros, boca de 27 metros, calado de nove metros e um deslocamento carregado de mais de 24 mil toneladas. Seus sistemas de propulsão eram compostos por 25 caldeiras mistas de carvão e óleo combustível que alimentavam quatro conjuntos de turbinas a vapor, que por sua vez giravam quatro hélices até uma velocidade máxima de 24 nós (44 quilômetros por hora). Eles também tinham um cinturão principal de blindagem que ficava entre 125 e 225 milímetros de espessura.
Os navios entraram em serviço no início da Primeira Guerra Mundial e foram designados para atuarem no Golfo da Finlândia, porém pouco fizeram pelo decorrer do conflito já que a Alemanha nunca tentou um ataque por ali. Suas tripulações se amotinaram em março de 1917 após o início da Revolução Russa e depois juntaram-se aos bolcheviques. Todos foram tirados de serviço em 1918 por falta de pessoal, exceto o Petropavlovsk, que foi usado em ações na Guerra Civil Russa contra o Exército Branco. O Poltava sofreu um incêndio devastador em 1919. Os quatro foram renomeados na década de 1920 para Oktiabrskaia Revolutsia, Marat, Parizhskaia Kommuna e Frunze, respectivamente.
As três primeiras embarcações foram modernizadas nas décadas de 1920 e 1930, enquanto várias propostas para reparar e modernizar o Frunze nunca foram realizadas e ele virou fonte de peças sobressalentes para seus irmãos. Na Segunda Guerra Mundial, o Oktiabrskaia Revolutsia e o Marat atuaram na Guerra de Inverno em 1939 e depois na invasão alemã em 1941. O Marat teve sua proa explodida, mas mesmo assim participou de bombardeios litorâneos junto com seu irmão. Enquanto isso, o Parizhskaia Kommuna lutou contra os alemães no Mar Negro. Após a guerra, os couraçados operantes foram usados como navios-escola até que todos os quatro fossem desmontados entre 1949 e 1957.

## Desenvolvimento
A Marinha Imperial Russa estava em um estado de confusão ao final da Guerra Russo-Japonesa em 1905. Sua liderança, tática e projeto de navios foram todos lançados em descrédito pelas repetidas derrotas na Batalha do Mar Amarelo, Batalha de Uslan e Batalha de Tsushima. A Marinha Imperial demorou algum tempo para absorver as lições de projeto da guerra enquanto o governo reformava o Ministério Naval e forçava muito dos oficiais mais conservadores e se aposentarem. Ela realizou uma competição de projeto em 1906 para um couraçado dreadnought, mas a Duma Estatal se recusou a autorizar e preferiu gastar dinheiro na reconstrução do Exército Imperial Russo.
As exigências para novos couraçados estiveram em fluxo pelo decorrer de 1907, porém a britânica Vickers propôs um que quase foi aceito. Seria um navio de 22 mil toneladas com doze canhões de 305 milímetros em seis torres de artilharia sobrepostas triplamente à vante e ré. Rumores sobre um contrato com a Vickers levaram a um protesto público porque houve alguns problemas com o cruzador blindado Rurik, então em construção no mesmo estaleiro. O Ministério Naval acalmou a situação em 30 de dezembro de 1907 ao anunciar uma competição internacional de projeto para navios que seriam construídos na Rússia, não importando quem vencesse. O prazo era até 12 de março de 1908 e 51 propostas foram enviadas por treze estaleiros diferentes. O vencedor foi um projeto da alemã Blohm & Voss, porém a França, uma aliada russa, protestou porque não queria ver qualquer dinheiro emprestado para a defesa russa indo parar na Alemanha. O projeto foi comprado por 250 mil rublos e arquivado para aplacar os dois lados. Um projeto do Estaleiro do Báltico que tinha sido o segundo colocado foi revisado com requerimentos atualizados e deveria ser apresentado completo até 22 de março de 1909. Este prazo foi ampliado em um mês para que o Estaleiro do Báltico pudesse finalizar um contrato com a britânica John Brown & Company para assistência técnica na forma do casco e maquinários.
O Estado-Maior Geral Naval acreditava que uma vantagem de velocidade sobre a linha de batalha alemã de 21 nós (39 quilômetros por hora) seria muito útil em combate, como demonstrado pelos japoneses na Batalha de Tsushima, porém o uso das pesadas e volumosas caldeiras de tubos d'água Belleville, como insistido pela Seção de Engenharia do Comitê Técnico Naval, impediria que o novo projeto excedesse 21,25 nós. Entretanto, a John Brown indicou que 23 nós (43 quilômetros por hora) seriam possíveis caso as turbinas a vapor produzissem 45,5 mil cavalos-vapor (33,5 mil quilowatts) com vapor suficiente e uma forma de casco adequada, assim o Estado-Maior Geral Naval aproveitou a oportunidade para conseguir a velocidade desejada usando caldeiras de tubos pequenos. O Comitê Técnico Naval foi convocado para um reunião a fim de discutir o assunto, mas o estado-maior o encheu de engenheiros que eram a favor das caldeiras de tubos pequenos, assim a Seção de Engenharia foi derrotada. Essas caldeiras Yarrow era significativamente menores que as Belleville, mas necessitavam de limpezas e reparos mais frequentes para que a potência não caísse rapidamente com o uso.
Os russos não acreditavam que torres de artilharia sobrepostas ofereciam qualquer vantagem pois não consideravam o valor de disparos axiais, achando que disparos laterais eram mais importantes. Também achavam que uma torre sobreposta não poderia disparar sobre a inferior porque a onda de choque interferiria com os pontos de observação abertos que ficavam no teto da torre inferior. Os couraçados foram projetados com um arranjo linear de torres pelo comprimento do navio. Isto tinha várias vantagens, pois reduzia o estresse nas extremidades já que as torres não ficavam concentradas na proa ou popa, aumentava a estabilidade pela ausência de barbetas e torres elevadas, melhorava a capacidade de sobrevivência porque os depósitos de munição ficavam separados, e também dava à embarcação uma silhueta mais baixa. As desvantagens eram que os depósitos de munição precisavam ficar no meio dos maquinários, forçando tubulações de vapor a correrem ao redor , além da falta de espaço no convés livre das ondas de choque dos canhões. Isto também complicava o posicionamento de uma bateria secundária, forçando-a a ser instalada no casco, muito mais próxima da linha de flutuação do que era desejável.

## Projeto

### Características

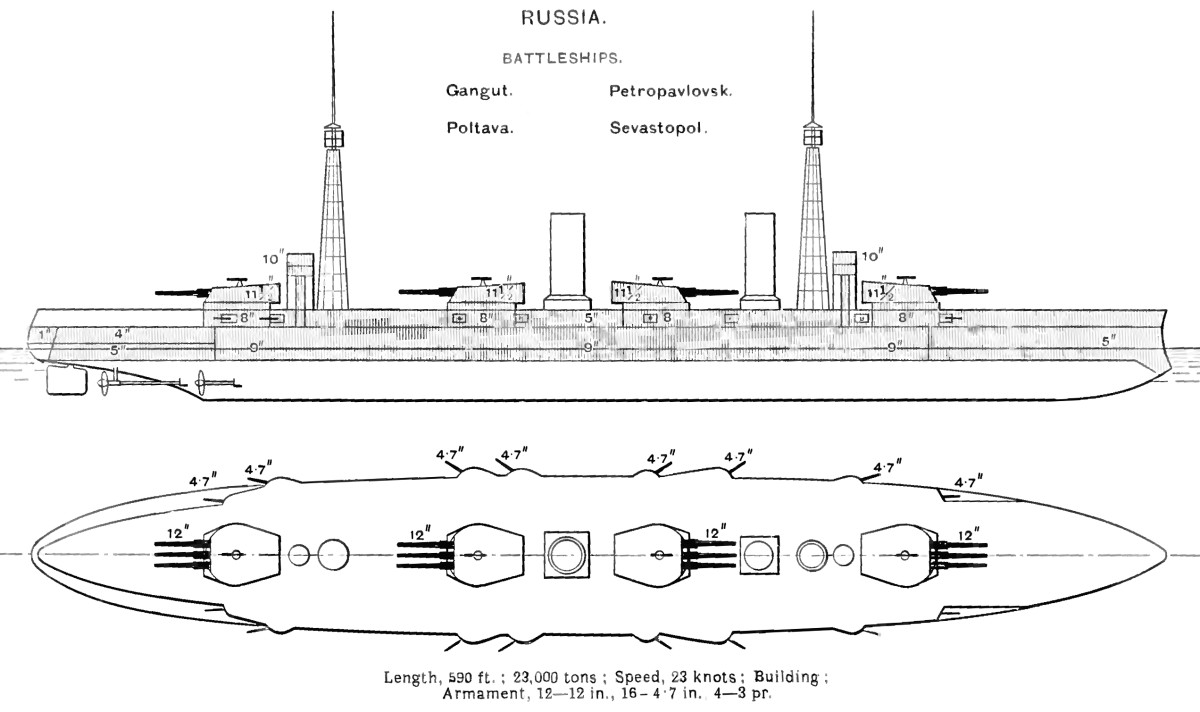
Desenho da Classe Gangut

A Classe Gangut tinha 180 metros de comprimento da linha de flutuação e 181,2 metros de comprimento de fora a fora. Tinha boca de 26,9 metros e calado de 8,99 metros, 49 centímetros a mais do que o planejado. Seu deslocamento carregado era de 24,8 mil toneladas, mais de 1,5 mil toneladas a mais do que seu deslocamento projetado de 23 288 toneladas. Isto reduziu sua borda livre em por volta de 41 centímetros e deu aos navios uma proa ligeiramente mais baixa na água, deixando-os muito molhados à vante.
Aço de alta resistência foi usado nas armações longitudinais do casco, enquanto aço macio foi usado apenas em áreas que não contribuíam para a integridade estrutural. Isto, mais refinamentos no projeto, deixou os cascos dezenove por cento mais leves do que aqueles da predecessora Classe Andrei Pervozvanny. Eram subdivididos  or treze anteparas estanques transversais e tinham um fundo duplo. As salas de máquinas e de condensadores eram divididas por duas anteparas longitudinais. Tinham dois lemes elétricos na linha central, com o leme principal à ré do leme secundário menor. A altura metacêntrica foi projetada para ser de 1,76 metros.

### Propulsão
O sistema de propulsão era composto por dois tipos diferentes de turbinas Parsons que giravam quatro hélices. As salas de máquinas ficavam localizadas entre a terceira e quarta torres de artilharia em três compartimentos transversais. Os compartimentos externos abrigavam turbinas de alta pressão para girar as duas hélices externas, enquanto o compartimento central tinha duas turbinas de baixa pressão e duas turbinas de cruzeiro para girar as duas hélices centrais. Os motores tinham uma potência indicada de 42,1 mil cavalos-vapor (31 mil quilowatts), mas o Poltava chegou a produzir 53 mil cavalos-vapor (39 mil quilowatts) para uma velocidade máxima de 24,1 nós (44,6 quilômetros por hora) durante seus testes marítimos. O vapor para alimentar as turbinas vinha de 25 caldeiras Yarrow que funcionavam a uma pressão de 17,5 atmosferas (1 773 quilopascais). Cada caldeira era equipada com pulverizadores de óleo Thornycroft para misturar carvão com óleo combustível. Elas ficavam arranjadas em dois grupos. O grupo de vante consistia em duas salas de caldeiras entre a primeira e segunda torres de artilharia, com a primeira sala abrigando três caldeiras e a outra seis. O grupo de ré ficava entre a segunda e terceira torres e tinha dois compartimentos, cada um com oito caldeiras. Os couraçados podiam carregar até 1 877 toneladas de carvão e 710 toneladas de óleo combustível, proporcionando uma autonomia de 3,5 mil milhas náuticas (6,5 mil quilômetros) a uma velocidade de dez nós (dezenove quilômetros por hora).

### Armamento

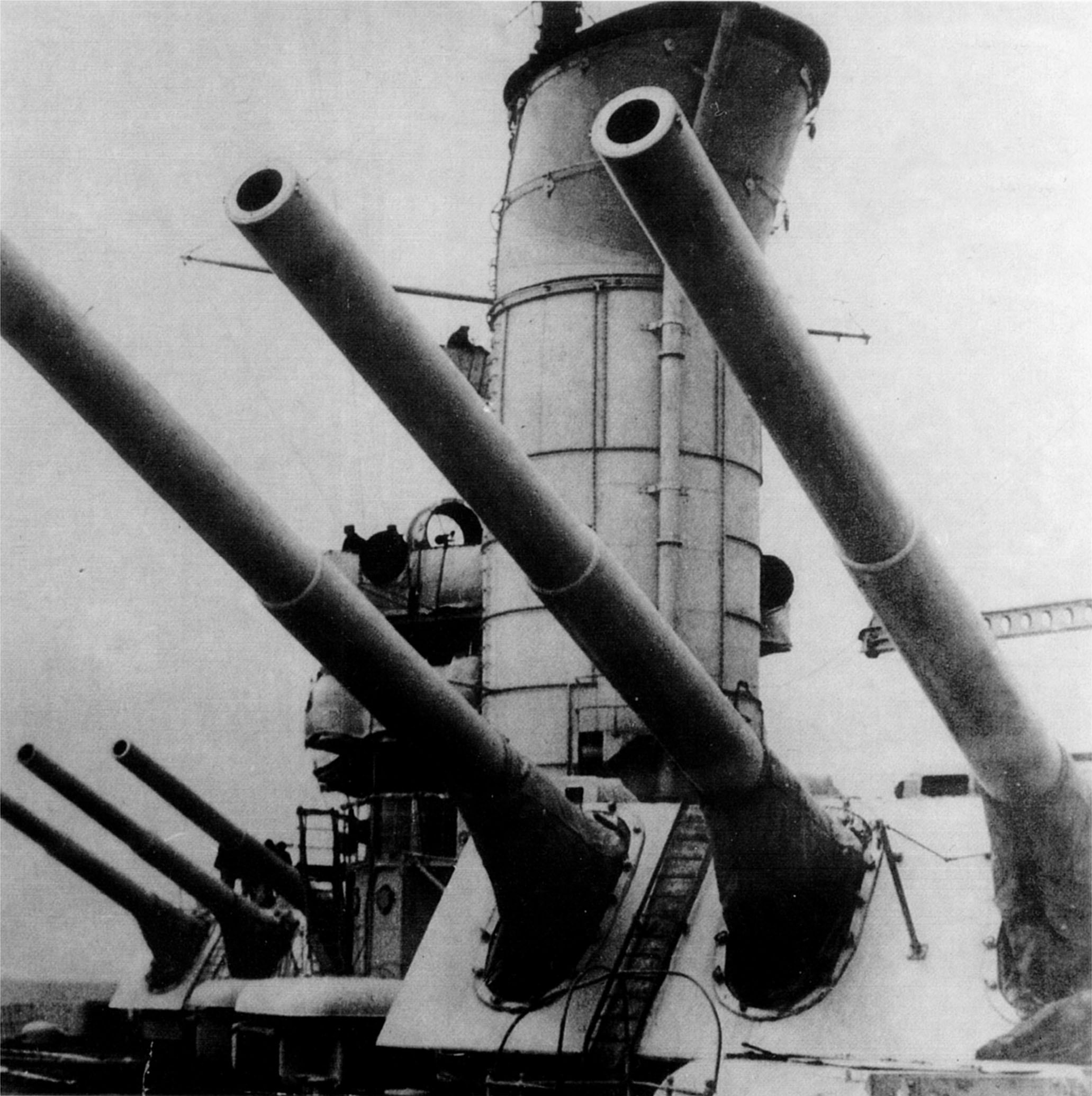
Duas das torres de artilharia principais do Parizhskaia Kommuna

O armamento principal da Classe Gangut consistia em doze canhões Obukhovskii Padrão 1907 calibre 52 de 305 milímetros montados em quatro torres de artilharia triplas movidas elétricas. Essas armas podiam abaixar até cinco graus negativos e elevar até 25 graus, podendo ser recarregadas em qualquer ângulo até quinze graus. A primeira torre de artilharia tinha um arco de disparo de 330 graus, a segunda um arco total de 280 graus, a terceira 310 graus e a quarta trezentos graus. Os canhões podiam ser elevados a uma velocidade de três a quatro graus por segundo e as torres giradas a 3,2 graus por segundo. Cada arma tinha à disposição cem projéteis. Estes pesavam 470,9 quilogramas e eram disparados a uma velocidade de saída de 762 metros por segundo com alcance máximo de 23,2 quilômetros.
A bateria secundária era formada por dezesseis canhões Padrão 1905 calibre 50 de 120 milímetros em casamatas ao longo do casco. As casamatas frequentemente ficavam encharcadas mesmo em mares moderados pela borda livre baixa e inclinação da proa. Todas as armas tinham um arco de disparo de trinta a 120 graus. Tinham uma elevação máxima de 25 graus e podiam se elevar a 3,5 graus por segundo e girar de seis a oito graus por segundo. Cada canhão tinha um carregamento de trezentos projéteis, um aumento em relação aos 245 previstos durante a construção. Foi projetado que as armas ficassem quinze metros acima da linha de flutuação, mas isto foi reduzido pelo fato dos navios terem um sobrepeso. Disparavam projéteis semiperfurantes de 28,97 quilogramas a cadência de tiro de sete disparos por minuto com velocidade de saída de 792,5 metros por segundo, tendo um alcance máximo de 15,3 quilômetros.
Os couraçados foram equipados com um único canhão antiaéreo calibre 30 de 76 milímetros no tombadilho. Podia abaixar até cinco graus negativos e elevar até 65 graus. Disparava um projétil de 6,5 quilogramas a uma velocidade de saída de 588 metros por segundo. Tinha uma cadência de tiro de dez a doze disparos por minuto e uma altura máxima de disparo de 5,8 quilômetros. Outras armas antiaéreas foram adicionadas no decorrer da Primeira Guerra Mundial, mas os detalhes não são precisos, porém o historiador Przemysław Budzbon afirmou que três canhões Padrão 1892 calibre 50 de 75 milímetros foram instalados nos tetos das quartas torres de artilharia ao final da guerra. Quatro tubos de torpedo submersos de 450 milímetros também fora equipados, com cada tubo tendo um carregamento de três torpedos.
Dois telêmetros Zeiss de cinco metros foram equipados nas torres de comando e também havia um telêmetro Barr & Stroud de 1,4 metros, possivelmente usado para manutenção de estação pelo navio mestre ao concentrar disparos. Dois estadímetros Krylov ficavam no nível inferior da torre de comando de vante. Estes enviavam dados para o posto central de artilharia calcular soluções usando um Relógio Pollen Argo Marco V importado, um computador de controle de disparo mecânico, transmitindo comandos por meio de um sistema Geisler para os artilheiros. Os telêmetros Zeiss foram transferidos entre 1915 e 1916 para coberturas blindadas na primeira e quarta torres de artilharia, enquanto telêmetros Barr & Stroud de 5,5 metros foram instalados em algum momento nas duas torres de meia-nau. O Gangut recebeu um telêmetro Pollen de 2,7 metros em 1916.

### Blindagem
O objetivo da blindagem da Classe Gangut era o de proteger os navios contra dois tipos diferentes de ameaças, como revelado durante a Guerra Russo-Japonesa. Projéteis explosivos japoneses tinham arrasado as partes desprotegidas dos couraçados russos e até afundado alguns, mesmo com seus cinturões de blindagem intactos. Os russos decidiram que toda a lateral dos navios deveria ser blindada, apesar disso limitar a espessura total do cinturão principal. Foi desenvolvido um sistema em que a blindagem externa quebraria ou pelo menos diminuir a velocidade dos projéteis para que detonassem entre a blindagem externa e uma antepara interna que pararia os estilhaços e fragmentos para que não chegassem nas partes vitais. O sistema provavelmente teria funcionado contra projéteis os perfurantes britânicos que funcionaram mal durante a Batalha da Jutlândia, mas não teria adiantado contra os projéteis improvisados introduzidos pouco depois com estopins reprojetados. Uma fraqueza relacionada era que as torres de artilharia e torre de comando não tinham uma antepara interna contra estilhaços, mesmo usando uma blindagem de espessura equivalente ao cinturão principal.
O cinturão principal de blindagem era feito de aço cimentado Krupp e tinha uma espessura máxima de 225 milímetros, reduzindo-se para 150 milímetros na extremidade inferior. Tinha 117,2 metros de comprimento e uma altura total de cinco metros, 3,26 metros dos quais deveriam ficar acima da linha de flutuação projetada e 1,74 metros abaixo. Entretanto, como os navios tinham um calado de cinquenta a 79 centímetros a mais do que o planejado, uma parte muito menor ficava acima da linha de flutuação. A parte restante da linha de flutuação era protegida por placas de 125 milímetros. O cinturão superior protegia as casamatas e tinha 125 milímetros sobre a cidadela blindada e 2,72 metros de altura. Afinava-se para 25 milímetros à vante da cidadela. A área à ré era a única desprotegida do casco. Uma antepara longitudinal contra estilhaços ficava a 3,4 metros da lateral e era feita de aço não-cimentado Krupp. Tinha cinquenta milímetros de espessura na altura do cinturão principal, mas afinava-se para 37,55 milímetros atrás do cinturão superior. O convés principal inclinava-se da antepara para a extremidade inferior do cinturão principal e era feito de placas de aço não-cimentado Krupp de cinquenta milímetros em cima de placas de aço macio de doze milímetros. Este espaço era usado como depósito de carvão, o que também funcionava como uma proteção extra. O cinturão principal era fechado em cada extremidade por anteparas transversais de cem milímetros, enquanto os equipamentos de direção eram protegidos por uma blindagem de cem a 125 milímetros.
As torres de artilharia principais tinham frentes e laterais de 203 milímetros e teto de cem milímetros feitos de aço cimentado Krupp. Os canhões tinham escudos de 76 milímetros que os protegiam de estilhaços entrando pelas embrasuras e cada arma era separada internamente por outras anteparas contra estilhaços. As barbetas tinham 150 milímetros acima do convés superior, mas as duas de meia-nau se reduziam para 75 milímetros atrás do cinturão de blindagem, enquanto a primeira e quarta se reduziam apenas para 125 milímetros. As laterais da torre de comando tinham 254 milímetros com teto de cem milímetros. Os canhões secundários tinham seus próprios escudos de 76 milímetros. A tubulação das chaminés era protegida por 22 milímetros de blindagem. O convés superior tinha 37,5 milímetros aço níquel-cromo e um convés mediano de 25 milímetros também de aço níquel-cromo entre anteparas longitudinais, mas se reduzia para dezenove milímetros fora. O convés inferior era de doze milímetros de aço macio.
A proteção subaquática era mínima e consistia em uma única antepara estanque, presumivelmente feita de aço de alta resistência, que ficava atrás da extensão vertical do fundo duplo. Essa antepara era na verdade uma extensão da antepara contra estilhaços e ficava 3,4 metros atrás das placas externas do casco. Um sistema mais amplo de proteção foi considerado nos estágios iniciais de projeto, mas rejeitado porque teria adicionado de quinhentas a seiscentas toneladas ao deslocamento.
O esquema de blindagem da Classe Gangut tinha fraquezas significativas. A antepara transversal de ré não era protegida por mais nenhuma blindagem, mas tinha a mesma espessura da antepara de vante, que era defendida pelo cinturão superior. A fineza da blindagem das barbetas também era um defeito sério que poderia ser fatal durante uma batalha. A falta de proteção contra estilhaços atrás das torres de artilharia, barbetas e torre de comando deixava todas essas áreas vulneráveis a projéteis inimigos. Entretanto, a maior fraqueza do projeto era a ausência de uma antepara antitorpedo, deixando os couraçados extremamente vulneráveis a torpedos e minas navais.

## Navios

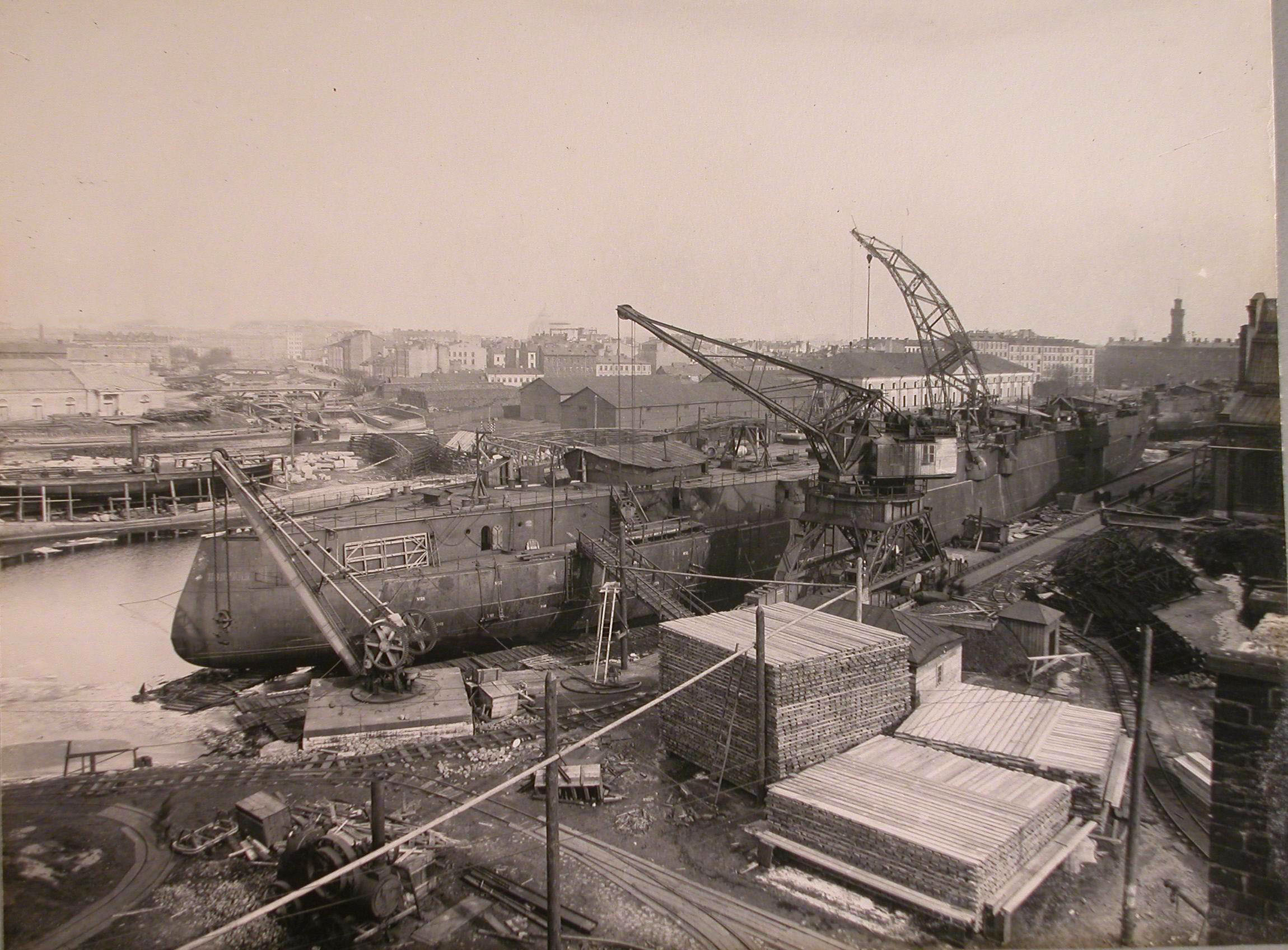
O Poltava durante seu processo de equipagem em 1912

Todos os quatro navios tiveram seu batimento de quilha em 16 de junho de 1909, porém isto foi apenas um evento cerimonial e as obras só foram realmente começar em meados de setembro e outubro. Uma grande complicação foi que o projeto das torres de artilharia e seus depósitos de munição não estavam finalizados quando as obras começaram, assim seus pesos e dimensões tiveram que ser estimados. Os maquinários foram construídos pelo Estaleiro do Báltico ou pelo Estaleiro do Almirantado, pois o Novo Estaleiro do Almirantado não tinha uma oficina de máquinas. As construções prosseguiram lentamente no começo porque a Duma só foi conceder dinheiro para as embarcações em maio de 1911. O financiamento inicial tinha sido tirado do orçamento de outros itens e do fundo do imperador, com os estaleiros também usando seu próprio dinheiro para manter as obras em andamento. Os couraçados foram imensamente caros e tiveram um custo estimado de 29,4 milhões de rublos cada. Por comparação, cada unidade da predecessora Classe Andrei Pervozvanny de pré-dreadnoughts custou onze milhões de rublos. O ritmo das obras acelerou assim que a Duma finalmente concedeu o dinheiro e eles foram lançados ao mar no mesmo ano, porém atrasos nas entregas dos motores e torres de artilharia adiaram sua finalização. Todos os quatro passaram por testes marítimos apressados no final de 1914 e entraram em serviço entre o final de 1914 e início de 1915.
| Navio         | Construtor               | Homônimo               | Batimento           | Lançamento             | Comissionamento        | Destino            |
| ------------- | ------------------------ | ---------------------- | ------------------- | ---------------------- | ---------------------- | ------------------ |
| Gangut        | Estaleiro do Almirantado | Batalha de Gangut      | 16 de junho de 1909 | 20 de outubro de 1911  | 11 de janeiro de 1915  | Desmontado em 1956 |
| Petropavlovsk | Estaleiro do Báltico     | Cerco de Petropavlovsk | 16 de junho de 1909 | 22 de setembro de 1911 | 5 de janeiro de 1915   | Desmontado em 1953 |
| Sebastopol    | Estaleiro do Báltico     | Cerco de Sebastopol    | 16 de junho de 1909 | 10 de julho de 1911    | 30 de novembro de 1914 | Desmontado em 1957 |
| Poltava       | Estaleiro do Almirantado | Batalha de Poltava     | 16 de junho de 1909 | 23 de julho de 1911    | 30 de dezembro de 1914 | Desmontado em 1949 |

## História

### Primeira Guerra Mundial

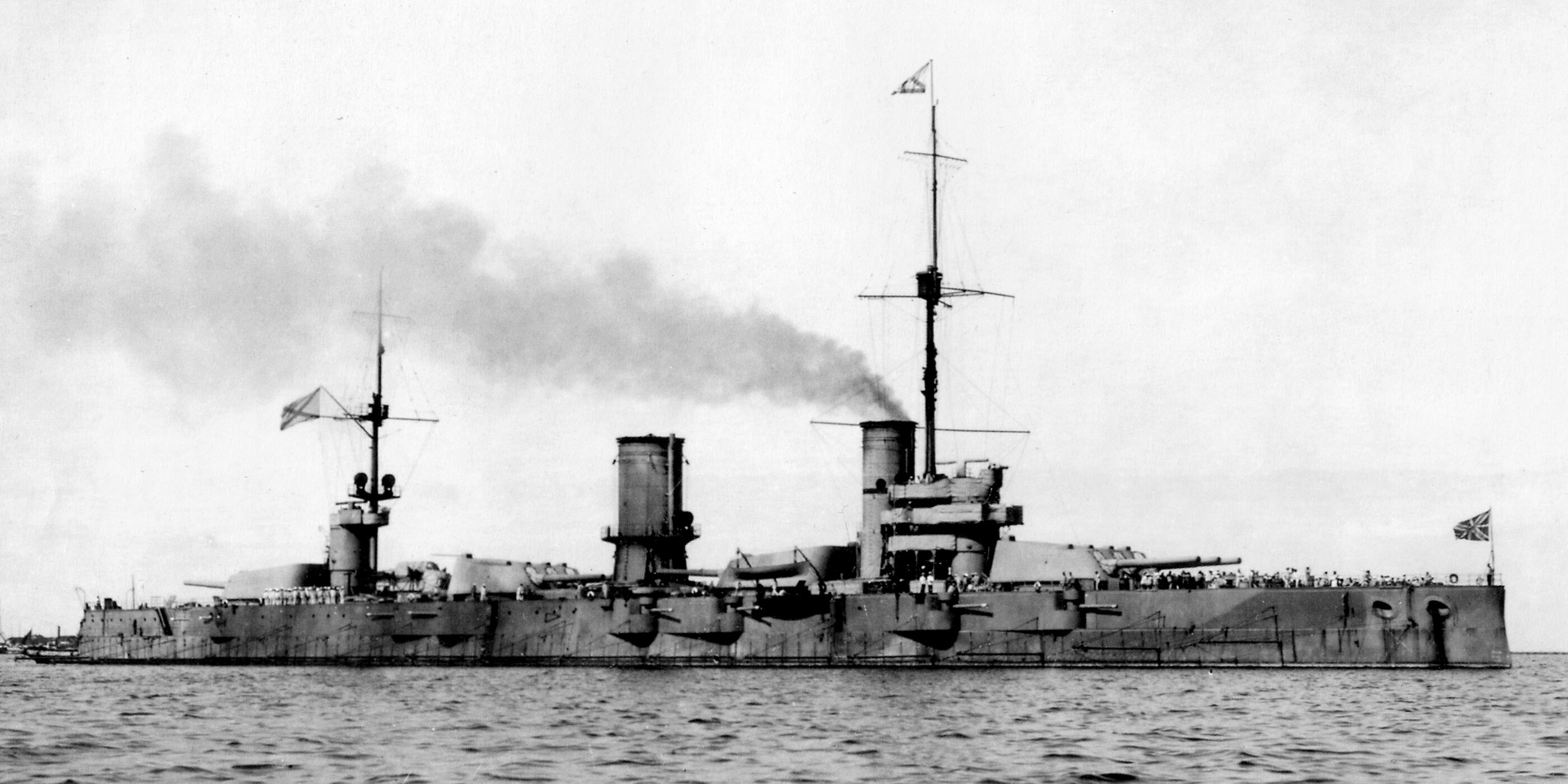
O Sebastopol em 1915

Todos os quatro foram designados para a 1ª Brigada de Couraçados da Frota do Báltico, baseados em Helsinque. Entretanto, suas torres de artilharia e sistemas de controle de disparo ainda ficaram sendo ajustados pelos meses seguintes. Seu papel era defender a entrada do Golfo da Finlândia de uma invasão alemã, algo que nunca aconteceu, assim passaram seu tempo treinando e em surtidas ocasionais. Houve vários incidentes em que as embarcações encalharam entre 1915 e 1916, frequentemente dando cobertura para operações de criação de campos minados, mas apenas o Sebastopol sofreu qualquer dano significativo. Um pequeno motim ocorreu a bordo do Gangut em novembro de 1915 quando o oficial executivo se recusou a alimentar a tripulação com a refeição tradicional de carne e macarrão depois de reabastecerem carvão. As tripulações entediadas dos quatro se juntaram ao motim geral da Frota do Báltico em 16 de março de 1917 depois de receberam notícias sobre o início da Revolução Russa. O Tratado de Brest-Litovski foi assinado em março do ano seguinte e exigia que os navios fossem evacuados de Helsinque ou internados pela recém independente Finlândia, mesmo com o golfo ainda congelado. Os couraçados da Classe Gangut estavam entre o primeiro grupo que partiu em 12 de março, chegando em Kronstadt cinco dias depois naquilo que ficou conhecido como "Viagem de Gelo".

### Período entreguerras

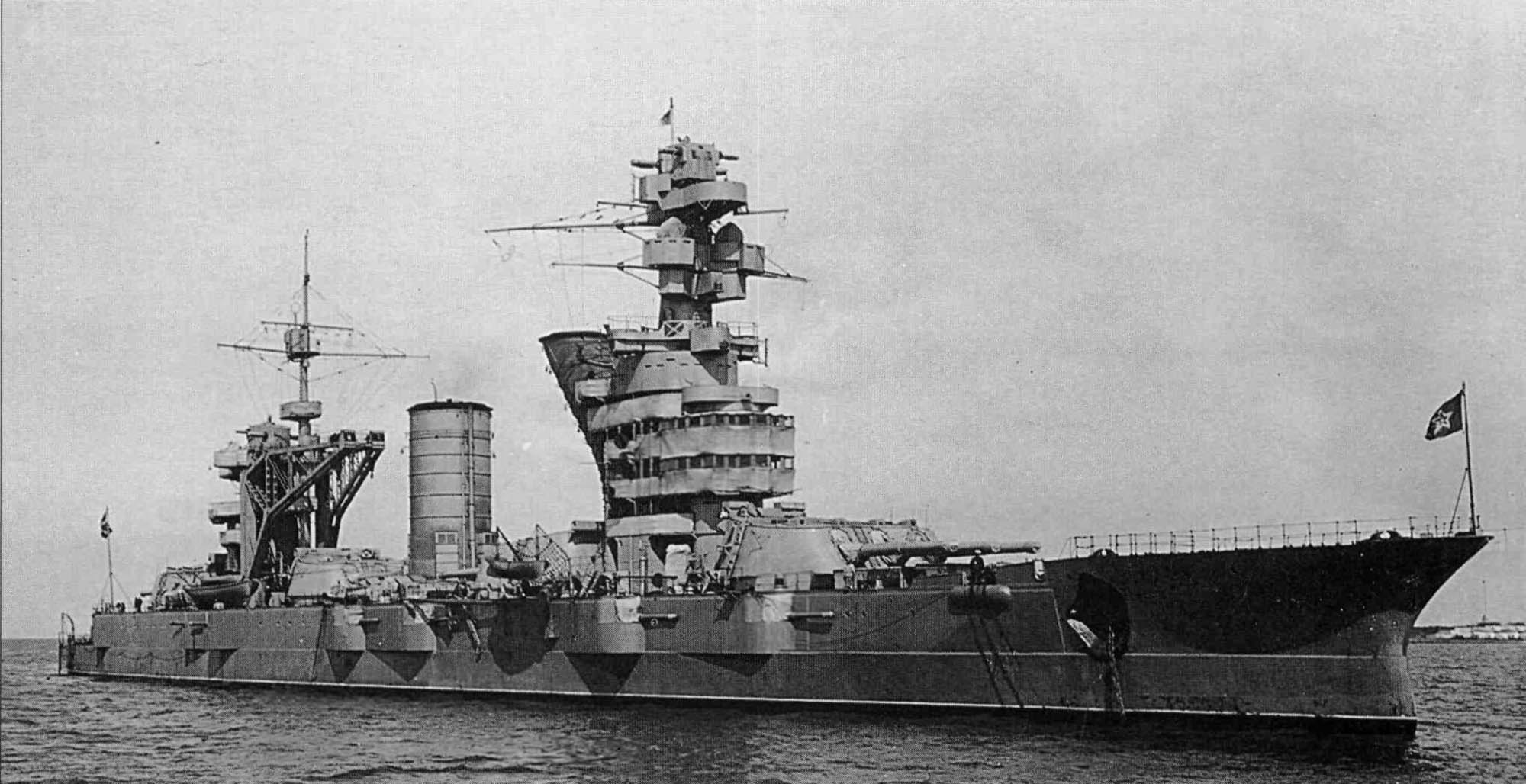
O Oktiabrskaia Revolutsia em 1934

Todos os couraçados, com exceção do Petropavlovsk, foram tirados de serviço entre outubro e novembro de 1918 por falta de tripulações. O navio bombardeou em 1919 uma guarnição rebelde no Forte Krasnaia Gorka e deu apoio para forças bolcheviques operando contra navios britânicos no Golfo da Finlândia durante a Guerra Civil Russa. Um incêndio começou em uma sala de caldeiras do Poltava em 24 de novembro de 1919 e destruiu boa parte de seu interior; ele nunca foi consertado apesar das várias propostas levantadas pelos anos seguintes para reconstrui-lo. As tripulações do Petropavlovsk e Sebastopol se juntaram em 1921 à Revolta de Kronstadt, sendo renomeados depois da subjugação da belião para Marat e Parizhskaia Kommuna, respectivamente, com o objetivo de apagar sua "traição" do Partido Comunista. O Parizhskaia Kommuna foi recomissionado em 1925, mesmo ano que Gangut foi renomeado em 1925 para Oktiabrskaia Revolutsia, que foi recomissionado em 1926. O Poltava foi renomeado em 1926 para Frunze. Todos os esforços para reconstruir este último foram abandonados em 1935 e ele virou fonte de peças sobressalentes para seus irmãos.
O Parizhskaia Kommuna foi transferido para o Mar Negro em 1928. O Marat passou por uma reconstrução de 1928 até 1931, em que sua superestrutura foi ampliada, canhões substituídos, torres de artilharia reformadas, armamentos antiaéreo fortalecido, sistema de controle de disparo modernizado e caldeiras substituídas por modelos mais modernos, dentre outras modificações. O Oktiabrskaia Revolutsia foi reconstruído entre 1931 e 1934 seguindo as mesmas linhas das reformas feitas no Marat, mas levando em conta algumas coisas aprendidas na reconstrução deste e implementando algumas outras modificações, como a adição de uma nova antepara estanque para melhorar a proteção subaquática. O Parizhskaia Kommuna foi reformado em duas etapas, primeiro de 1933 a 1938 e depois entre 1939 e 1940, levando em conta o que havia sido feito no Oktiabrskaia Revolutsia e também aplicando novas alterações, como maior alcance e cadência de tiro para os canhões principais e adição de uma protuberância antitorpedo para melhor estabilidade e proteção.

### Segunda Guerra Mundial

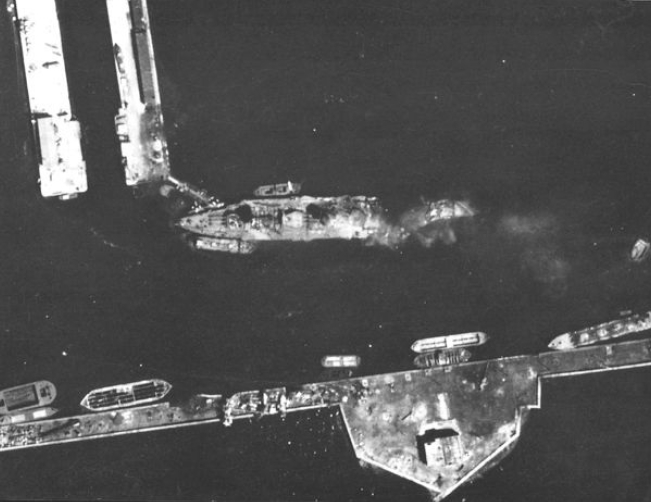
Fotografia aérea do Marat com sua proa explodida e vazando óleo

O Oktiabrskaia Revolutsia e Marat tiveram uma participação limitada na Guerra de Inverno que se resumiu a bombardearem artilharias costeiras finlandesas em dezembro de 1939 antes das águas do Golfo da Finlândia congelarem. Eles não conseguiram infligir danos permanentes antes de serem afugentados por quase acertos da artilharia inimiga. Foram transferidos para Tallinn em 1940 pouco depois dos soviéticos ocuparem a Estônia. A Alemanha invadiu a União Soviética em junho de 1941, mas os dois couraçados só foram entrar em combate em setembro ao bombardearem posições alemãs próximas de Kronstadt e Leningrado. O Marat foi atingido por duas bombas jogadas por bombardeiros de mergulho em 23 de setembro que detonaram seu depósito de munição de vante, destruindo sua proa e sua primeira torre de artilharia. Afundou em água rasa e foi depois reflutuado e usado como artilharia flutuante estacionária pelo restante da guerra com suas três torres de artilharia sobreviventes. Foi renomeado de volta para Petropavlovsk em 1943.
Enquanto isso, o Oktiabrskaia Revolutsia também foi danificado por ataques aéreos em setembro de 1941 por três bombas que incapacitaram duas de suas torres de artilharia. Foi enviado no mês seguinte para passar por reparos em Leningrado, mas foi atingido por mais bombas em duas ocasiões diferentes até ter seus reparos finalizados em novembro de 1942. Depois disso deu suporte de artilharia durante o Cerco de Leningrado, Ofensiva de Leningrado–Novgorod e Ofensiva de Vyborg–Petrozavodsk, todos em 1944. Já o Frunze foi usado como alojamento flutuante até ser descartado em dezembro de 1940, com sua desmontagem começando em ritmo lento. Foi rebocado para Kronstadt depois da invasão alemã e encalhou próximo de um canal em julho de 1941, com seu casco sendo usado como base para embarcações menores durante o Cerco de Leningrado. Foi reflutuado em maio de 1944.
O Parizhskaia Kommuna permaneceu em Sebastopol até outubro de 1941, quando fugiu para Novorossisk depois dos alemães terem atravessado as últimas linhas de defesa soviéticas próximas do Istmo de Perekop. Bombardeou tropas alemãs e romenas ao sul de Sebastopol em novembro. Fez mais um bombardeio em Sebastopol em dezembro e então deu suporte para tropas soviéticas durante o Cerco de Sebastopol entre janeiro e março de 1942. Foi renomeado de volta para Sebastopol em maio de 1943 e permaneceu atracado em Poti até o final de 1944, sendo uma das últimas grandes unidades da Frota do Mar Negro ainda flutuando ao final da guerra.

### Pós-guerra
O Oktiabrskaia Revolutsia e o Sebastopol permaneceram no serviço ativo depois da guerra, porém pouco se sabe sobre suas atividades no período. Ambos foram reclassificados como navios-escola em julho de 1954 e descomissionados em fevereiro de 1956, com suas desmontagens começando no mesmo ano. Houve planos para reconstruir o Petropavlovsk usando a proa e uma das torres de artilharia do Frunze, mas isto foi formalmente cancelado em junho de 1948. Foi renomeado para Volkhov em 1950 e atuou como navio-escola estacionário até ser descartado em setembro de 1953 e desmontado. Duas das torres de artilharia do Frunze foram usadas para reconstruir uma bateria costeira em Sebastopol, que permaneceu ativa até 1996. O navio foi rebocado para Leningrado ao final da guerra e sua desmontagem começou em 1949.